# José Javier Domínguez
José Javier Domínguez conocido como JJ Domínguez (Valencia,18 de noviembre de 1982) es un actor y cantautor español. Ha participado en diferentes películas, series de televisión, cortometrajes y obras de teatro; y protagonizado la película “Apóstata” de Hugo Cobo. Es guitarrista, compositor y líder de la banda de Indie Rock "El vecino de la luna".

## Formación
En 2002 comenzó sus estudios de arte dramático en Valencia en el estudio de interpretación de Pablo Corral. En 2004 se mudó a Barcelona y obtuvo el graduado superior de Interpretación en Aules de Barcelona (2004/2009). Su carrera interpretativa se fortaleció tras la realización en 2007 del máster en el Método Stanislavski en el Teatro Nacional de Minsk (Bielorrusia). En 2017 también cursó el máster en Escritura creativa (Centro Barreira).

## Desarrollo Profesional

### Interpretación
Con una amplia experiencia en rodajes y escenarios, en su carrera como actor destaca su participación como arlequino en la obra de teatro “Génesis: Una idea de Europa” (2011) que logró el primer premio en la Mostra de Teatro de Barcelona 2.0;  A partir de ese momento fue compaginando la formación con su participación en diversos proyectos cinematográficos, teatrales y musicales, desarrollados entre Barcelona y Madrid.
Cabe señalar su participación en diversas series populares de televisión: Vis a Vis (fue el inspector Pipiolo durante trece capítulos); Acacias 38,  La que se avecina, y Com si fos ahir.... También ha formado parte durante seis capítulos de la serie Desenterrats, interpretando a Álex;y en la serie bielorrusa Za pochalsa do vesny interpretando al "Guitarrista de Rafael". Ha trabajado con  Alejandro Amenábar en “Vale” (2015) compartiendo reparto con Dakota Johnson, Quim Gutiérrez, Natalia Tena, Carles Francino y Patricia Valley.
Entre las películas que ha interpretado, destacan Las leyes de la termodinámica de Mateo Gil (2018), y Apóstata de Hugo Cobo (2019) como protagonista,que recibió el premio Golden LoveCraft a la mejor película en el Festival Horror Piff de Argentina.En 2022 participó en la película Un año, una noche de Isaki Lacuesta, y en L´àvia i el foraster (La abuela y el forastero, 2024) de Sergi Miralles como Vicent.
Desde 2009 colabora con la Fundación Yehudi Menuhín impartiendo clases de teatro entre niños de áreas desfavorecidas.

### Músico
A lo largo de su carrera ha ido alternando su labor de actor con la de músico y compositor. Formó parte de la banda de rock “Huellas” como guitarrista y letrista. Tras la desaparición de la banda empezó a actuar con su guitarra en diversas salas de Barcelona, Valencia y Madrid.  En 2018 publicó su primer disco “Momentos del pasado” con las composiciones que había ido creando a lo largo de una década y lo presentó con su banda en las anteriores ciudades. El disco fue producido por Carles Puntí de Wasabi Produccions.
En 2024 ha publicado su primer disco como "El vecino de la luna" canciones de indie rock producidas por Candy Caramelo, en el que colaboran El niño de la hipoteca y Kutxi Romero.

## Carrera interpretativa

### Series de TV
- Pelotas (2009). TVE1.
- VIS A VIS (2016) ANTENA 3
- La que se avecina (2017). Telecinco.[18]
- Acacias 38 (2017). TVE1.
- La riera (2017). TV3.
- La peluquería (2017). TVE1.
- Centro médico (2018). TVE1.
- El nudo (2020). Antena3 Player TV.
- Com si fos ahir (2020). TV3.
- Desenterrats (2022). A Punt
- Za pochalsa do vesny  (2023) TV Bielorrusa

### Películas
- Rec3  de Paco Plaza (2012).
- Las leyes de la termodinámica de Mateo Gil (2018).
- Apóstata de Hugo Cobo (2019).
- Chavalas de Carol Colás (2021).
- Un año, una noche de Iñaki Lacuesta (2024)
- L´àvia i el foraster (La abuela y el forastero, 2024) de Sergi Miralles.

### Cortometrajes
- El último pétalo  de Alberto Evangelio/ David Linuesa (2002).
- Tied de Cristina Cascales (2012)
- Solo eres de Aitor Hachea (2015)
- Vale de Alejandro Amenábar, para Estrella Damm (2015)
- Motivos de Guillem Miró (2016)
- Breve Encuentro de Carol Rodríguez/ Marina Colás (2016)
- Clic de Julia Roiger (2017)
- Hawaii de Jordi Capdevila (2019)
- Decadente  de Víctor Devesa (2019)
- Baxi de Fernando Trullos (2019). 3 cortometrajes
- La memoria de los árboles de Txabi Grass (2020)
- Cuatro Treinta de Anna Escurriola (2021).
- Sinceros de JJ Domínguez (2023).

### Teatro
- Black Box de Marc Angelet (2009)
- A_Tar de Míriam Escurriola (2009)
- El síndrome Chukolsky de Meritxell Duró (2009/ 2010)
- El sueño de mi final feliz de Mom Mariné (2010)
- Génesis: Una idea de Europa de Míriam Escurriola/ Elisabet Sopesens (2011)
- Acluca els ulls de Míriam Ecurriola (2011/ 2012)
- Caballo negro sobre fondo negro de Oscar Pastor (2014/ 2016)
- Famílies de Silvia Ayguadé (2016)

### Spots
- La Piara, Relec, Tosta Rica, Jazztel, Baxi, Estrella Damm, Ikea, Vips...

## Enlaces relacionados
- Página web del actor
- José Javier Domínguez en Internet Movie Database (en inglés).

- Datos: Q106881916
- Multimedia: José Javier Domínguez / Q106881916